# Патриотични игри (филм)
 Тази статия е за американския филм от 1992.  За романа на Том Кланси вижте Патриотични игри (роман).  
„Патриотични игри“  (на английски: Patriot Games) е американски филм, на режисьора Филип Нойс, с участието на Харисън Форд, Шон Бийн и др., излязъл на голям екран на 5 юни 1992 година.
 Внимание:  Текстът по-долу разкрива сюжета на произведението (или части от него)!
Бившият сътрудник на ЦРУ и настоящ професор във военноморската академия на САЩ Джак Райън (Харисън Форд) се намира със съпругата си и дъщеря си в Лондон. Случайно става свидетел на терористична атака над членове на британското кралско семейство, извършено от членове на радикално крило на ИРА. Райън осуетява избиването на семейството, като застрелва един от терористите и залавя втори. Заловеният терорист се казва Шон Милър (Шон Бийн), а убит от Райън е по-малкият му брат.
При отвеждането на Милър в затвор е извършен атентат над полицейския кордон и така той се оказва на свобода и тръгва по пътя на отмъщението.
Под заплахата от отмъщение, Райън се завръща в ЦРУ, но го чака нелесната задача да защити семейството си от решения на всичко Милър.

## В ролите
- Харисън Форд – Джак Райън
- Ан Арчър – Д-р Каралайн „Кати“ Райън
- Патрик Берген – Кевин О'Донъл
- Шон Бийн – Шон Милър
- Тора Бирш – Сали Райън
- Джеймс Фокс – Лорд Уилям Холмс
- Елън Гиър – Мари Пат Фоули
- Самюъл Джаксън – Полковник Роби Джаксън
- Поли Уолкър – Анет
- Джей Фриймън – Марти Кантър
- Джеймс Ърл Джоунс – Адмирал Джеймс Гриър
- Ричард Харис – Пади О'Нийл
- Алекс Нортън – Денис Коули

## Любопитно в продукцията
Авторът на романа Том Кланси се дистанцира от филма, защото са направени съществени промени. Най-значими са, че в романа член на кралското семейство е принцът, който в романа се трансформира в „Господин Холмс“, братовчед на кралицата майка, а Шон Милър е убит в края на филма.
Филмът е сниман в Англия и във Вашингтон, Федерален окръг Колумбия, включително Анаполис, Мериленд. Въпреки това, небостъргачите, показани в панорамата на Анаполис, са фиктивни. По време на преследването на магистралата Джак казва на съпругата си Кати, да го пресрещне в щатските полицейски казарми на улица „Хюстън“. В действителност такава улица в Анаполис или в неговите покрайнини няма.
По време на снимките на финалната сцена в лодката Харисън Форд случайно ударя Шон Бийн по главата с кука. Шон Бийн получава аркада над окото. В следващите епизоди той е сниман с грим, който да прикрие белега и да не наруши достоверността.
Музиката към филма, създадена от композитора Джеймс Хорнър, на моменти съдържа препратки към музикални произведения от Арам Хачатурян (адажио от „Гаяне“) и Дмитрий Шостакович (Симфония № 5).